# Добрий лікар (газета)
«Добрий лікар» — всеукраїнська медична газета.
Пілотний перший номер газети вийшов 29 жовтня 2009 року. Видання має 47 сторінок формату А4, частина з яких кольорові, а решта — чорно-білі.
Газета виходить з періодичністю двічі в місяць. Розповсюджуватиметься на всій території України.